# أبو بكر الجارودي
الإمام الحافظ أبو بكر، محمد بن النضر بن سلمة بن الجارود بن يزيد الجارودي النيسابوري، أحد أئمة ورواة الحدث وهو ثقة حافظ، ذكره الحاكم، فقال: «شيخ وقته، وعين علماء عصره حفظا وكمالا، وقدوة ورئاسة، وثروة». وقال الإمام الذهبي: «الإمام الأوحد، الحافظ، المتقن الأمجد، صدر خراسان».، مات في ربيع الأول سنة إحدى وَتِسْعين ومائتين.

## روايته للحديث النبوي
- سمع: إسحاق بن راهويه وعمرو بن زرارة وسويد بن سعيد وإسماعيل بن موسى السدي وابن أبي الشوارب وعمرو بن علي الفلاس وأبا كريب وحميد بن مسعدة وأحمد بن إبراهيم الدورقي ومحمد بن الصباح الجرجرائي وخلقا كثيرا.
- حدث عنه: أبو بكر محمد بن إسحاق بن خزيمة والمؤمل بن الحسن وأبو حامد بن الشرقي وأبو الفضل محمد بن إبراهيم ويحيى بن منصور القاضي، وآخرون.[2]

## أقوال العلماء فيه
الجرح والتعديل
- قال أبو حاتم بن حبان البستي: ذكره في الثقات.
- قال أبو عبد الله الحاكم النيسابوري: شيخ وقته، وعين علماء عصره حفظا، وكمالا، ومروءة، ورئاسة.
- قال ابن أبي حاتم الرازي: صدوق من الحفاظ.
- قال ابن حجر العسقلاني: ثقة حافظ.
- قال عبد الله بن أحمد بن حنبل: ثقة لا بأس به.
- قال محمد بن يحيى الذهلي: الجارودي عنده ثبتا.